# 10977 Mathlener
10977 Mathlener è un asteroide della fascia principale. Scoperto nel 1973, presenta un'orbita caratterizzata da un semiasse maggiore pari a 2,2386522 UA e da un'eccentricità di 0,0232623, inclinata di 1,38366° rispetto all'eclittica.